# Cirkvena
Cirkvena falu Horvátországban Kapronca-Kőrös megyében. Közigazgatásilag Sveti Ivan Žabnóhoz  tartozik.

## Fekvése
Kőröstől 14 km-re, községközpontjától 4 km-re délkeletre fekszik.

## Története
A település neve 1201-ben még patak névként bukkan fel "Cirquena" alakban. Birtokként 1261-ben szerepel először írott forrásban, de birtokként és nemesi előnévként a középkor végéig még számos dokumentumban megtaláljuk. Feltételezik, hogy a templomosoknak ezen a helyen rendházuk is volt. 1326-ban egy határleírásban említik a szőlőhegyi Szűz Mária templomot, melyet történészek Cirkvena középkori templomával azonosítanak. A templomot és papját 1334-ben a zágrábi káptalan helyzetéről írott oklevélben, majd 1397-ben is megemlítik. Ez utóbbi dátum egyben a templom első minden kétséget kizáró említése. A településen már 1357-ben állt egy nemesi udvarház, vagy várkastély mely tényt 1507-ben is megerősítenek, 1543-ban pedig már egyértelműen erődítményként ("fortalicium Czyrquena") szerepel. Cirkvena ekkor a Kerecsényi család birtoka volt. 1563-ban a végvári rendszer állapotát vizsgáló királyi bizottság megjegyzi róla, hogy néhány évvel korábban épült. Ez azonban valószínűleg csak egy bővítés lehetett, mivel az erősség nyilvánvalóan sokkal régebbi volt. 1578-ban és 1586-ban a horvát szábor további megerősítését rendelte el. 1635-ben a Kerecsényiek kihalása után Cirkvena Mikulics Tamás birtoka lett. 1664-ben királyi adományként a körösi határőrezred parancsnoka Johann Joseph von Herberstein kapta meg, aki a mezőváros lakóit 7000 forint ellenében felszabadította feudális kötelezettségeik alól. 1673-ban I. Lipót megerősítette Cirkvena szabad királyi városi rangját. 1767-ben a katonai határvidékhez csatolták, melyhez 1871-ig a katonai közigazgatás megszüntetéséig tartozott. A katonai közigazgatás alatt a település elveszítette korábbi jelentőségét és egyszerű faluvá vált.
1857-ben 840, 1910-ben 949 lakosa volt. Trianonig Belovár-Kőrös vármegye Körösi járásához tartozott. 2001-ben 584 lakosa volt.

## Népessége
| Lakosság változása | Lakosság változása | Lakosság változása | Lakosság változása | Lakosság változása | Lakosság változása | Lakosság változása | Lakosság változása | Lakosság változása | Lakosság változása | Lakosság változása | Lakosság változása | Lakosság változása | Lakosság változása | Lakosság változása | Lakosság változása |
| ------------------ | ------------------ | ------------------ | ------------------ | ------------------ | ------------------ | ------------------ | ------------------ | ------------------ | ------------------ | ------------------ | ------------------ | ------------------ | ------------------ | ------------------ | ------------------ |
| 1857               | 1869               | 1880               | 1890               | 1900               | 1910               | 1921               | 1931               | 1948               | 1953               | 1961               | 1971               | 1981               | 1991               | 2001               | 2011               |
| 840                | 846                | 783                | 834                | 870                | 949                | 934                | 1.078              | 1.025              | 973                | 964                | 809                | 696                | 626                | 584                | 574                |

| Lakosok száma | 626  | 584  | 507  |
|               | 1991 | 2001 | 2021 |

## Nevezetességei
- Sarlós Boldogasszony tiszteletére szentelt plébániatemplomát[5] 1306-ban említik először. 1326-ban és 1386-ban is plébániatemplomként szerepel a korabeli forrásokban. Megemlíti az 1501-es egyházlátogatás is. Mai formájában a 18. század második felében építették át. Egyhajós épület, téglalap alaprajzú hajóval és valamivel keskenyebb, téglalap alakú szentéllyel, amelyet sekély, ellipszoidban végződő apszis zár le. A hajó déli oldalán található a Szent József-kápolna, a szentélytől északra pedig a sekrestye. A négyzet alaprajzú, ónlemezekkel fedett harangtorony egy vonalban a nyugati főhomlokzattal az északi falnak támaszkodik. Az egyszerű homlokzatok építészeti profilozás nélkül épültek. A templom belseje boltíves, négy mezőre osztott barokk keresztboltozat, az apszis felett félkupolával. A templom mai formájában 1748 és 1760 között épült, az 1730-as években divatos stájer építészet hatására létrejött, fejlett barokk szakrális csarnoképületekhez tartozik.

- Cirkvena középkori várának mára nyoma sem maradt.